# Ranko Bugarski
Ranko Bugarski (v srbské cyrilici Ранко Бугарски; 1. ledna 1933 Sarajevo – 13. srpna 2024 Bělehrad) byl srbský filolog a také profesor Filologické fakulty Bělehradské univerzity. Jako vědec, autor i přednášející se věnoval struktuře a rozboru anglického jazyka, zároveň se však orientoval také i na poli sociolingvistiky, teorie překladu, či historické lingvistiky. Sepsal celou řadu děl, které se věnují vývoji vnímání srbského jazyka a rozpadu konceptu srbochorvatského. Přispěl také i do debaty o užívání latinky, či cyrilice.
Bugarski přednášel na celé řadě univerzit nejen v Evropě, ale také i ve Spojených státech amerických, či Austrálii. Účastnil se řady mezinárodních kongresů, byl členem řady srbských i mezinárodních učených společností.